# Il servo
Il servo (The Servant) è un film del 1963 diretto da Joseph Losey.
La pellicola è stata sceneggiata da Harold Pinter a partire da una novella di Robin Maugham.

## Trama
Il ricco londinese Tony, che dice di far parte di un piano per la costruzione di città in Brasile, si trasferisce nella sua nuova casa e assume Hugo Barrett come domestico. Barrett sembra accettare facilmente il suo nuovo lavoro, e lui e Tony formano un legame tranquillo, mantenendo i loro ruoli sociali. I rapporti iniziano però a cambiare quando Susan, la ragazza di Tony, incontra Barrett. Sospetta di Barrett e chiede a Tony di licenziarlo, ma lui rifiuta. Per far entrare l'amante Vera nel suo mondo, Barrett convince Tony che anche la casa ha bisogno di una domestica. Quando Tony finalmente accetta, Barrett assume Vera con il pretesto che è sua sorella. Barrett incoraggia Vera a sedurre Tony.
Più tardi, quando Tony e Susan tornano in anticipo da una vacanza, trovano Barrett e Vera che dormono insieme. Credendo che i due siano fratelli, Tony si infuria con Barrett, che gli rivela che non sono parenti e che lei è la sua fidanzata. Lui e Vera chiariscono poi che Tony andava a letto con lei, con grande disappunto di Susan. Dopo che Tony li ha congedati, Susan se ne va in silenzio. A questo punto, Tony è diventato dipendente da Barrett e Vera. Diventa un ubriacone, aggravato dal rifiuto di Susan di rispondere alle sue chiamate. Alla fine Tony incontra Barrett in un pub e questi le racconta che Vera si è presa gioco di entrambi. Barrett implora Tony di riassumerlo come suo domestico e lui accetta.
Gradualmente i due si invertono i ruoli, con Barrett che assume un maggiore controllo e Tony che si ritira nell'infantilismo. Barrett insinua anche Vera nella casa. Susan arriva e cerca di convincere Tony a tornare da lei. Lo trova totalmente dipendente da Barrett che lo rifornisce di alcol e prostitute. La donna si aggira per la sordida scena e all'improvviso bacia Barrett, che ricambia con forza le sue attenzioni. Mentre lui diventa sempre più brutale, Susan lotta per liberarsi dal suo abbraccio e Tony, alzatosi dal suo stato di ubriachezza, tenta di intervenire. Tuttavia, inciampa e cade sul pavimento, provocando le risate di tutte le prostitute. Tony ha quindi uno scatto d'ira e Barrett ordina a tutti di andarsene. Prima di andarsene, Susan schiaffeggia Barrett con il colletto gioiello del suo cappotto. Barrett è scioccato, ma si riprende subito e le mette il cappotto sulla spalla mentre lei se ne va. Sale quindi al piano di sopra dove Vera lo aspetta, passando davanti a Tony, che è accasciato a terra e stringe un bicchiere.

## Distribuzione
È stato presentato in concorso alla 24ª Mostra internazionale d'arte cinematografica di Venezia.

## Critica
Il Dizionario Mereghetti assegna al film il giudizio più alto, definendolo «un saggio sui rapporti di classe con la logica di un thriller», nel quale «l'atmosfera di sfascio e di decadenza è resa con uno stile barocco ma mai fine a se stesso, e lo sviluppo dei rapporti tra i personaggi segue logiche imprevedibili ma spietate».

## Riconoscimenti
- 1966 - Nastro d'argento
  - Regista del miglior film straniero

Il film ha vinto tre Premi BAFTA 1964: miglior attore britannico (Dirk Bogarde), miglior fotografia di un film britannico, esordiente più promettente (James Fox).
Nel 1999 il British Film Institute l'ha inserito al 22º posto della lista dei migliori cento film britannici del XX secolo.